# Exclaves berlinoises

Carte de la partition de Berlin, occupé par les forces américaines, britanniques et françaises (Berlin-Ouest), et soviétiques (Berlin-Est). Les cinq plus grandes exclaves de Berlin-Ouest sont également visibles.

Les exclaves berlinoises sont un ensemble d'anciennes exclaves de Berlin dans les territoires avoisinants, en Allemagne. Lors de l'occupation de Berlin après la Seconde Guerre mondiale, elles deviennent des exclaves de Berlin-Ouest en territoire de l'Allemagne de l'Est,. Elles disparaissent par échange de territoires en 1971 et 1988.

## Histoire

### Origine
Les limites de Berlin sont définies par la création du Grand Berlin le 1er octobre 1920, par regroupement d'une centaine de villes, communes et territoires entourant le vieux Berlin ; ce regroupement conduit à la création d'une douzaine d'exclaves berlinoises, enclavées au sein de la province de Brandebourg. Par hasard, ces enclaves se situent toutes du côté occidental de Berlin, administrativement reliées aux districts de Spandau et Zehlendorf.
En 1945, lors de l'occupation de l'Allemagne après la Seconde Guerre mondiale, Berlin est divisé en quatre secteurs d'occupation : soviétique à l'est (devenue Berlin-Est en 1949), américaine, britannique et française à l'Ouest (devenues Berlin-Ouest en 1949). Le protocole de Londres prévoit de baser les zones d'occupation sur les anciennes frontières administratives du pays. Les anciennes enclaves de Berlin, situées dans les zones américaine et britannique, deviennent alors des enclaves dans la zone soviétique, puis à partir de 1949 dans l'Allemagne de l'Est.

### Règlement
La question des enclaves provoque des tensions entre les zones est et ouest de Berlin. Steinstücken, seule enclave habitée, est occupée par la police d'Allemagne de l'Est le 18 octobre 1951, qui se retire quatre jours plus tard à la suite des pressions des États-Unis. L'Allemagne de l'Est ferme ses frontières avec l'Allemagne de l'Ouest et Berlin-Ouest en mai 1952, obligeant les habitants de Steinstücken à emprunter une unique route, sous contrôle est-allemand. Après la construction du mur de Berlin en 1961, trois soldats américains sont stationnés à Steinstücken, relevés par hélicoptère.
Afin de résoudre les problèmes posés par les enclaves, un accord quadripartite est signé le 3 septembre 1971 afin d'autoriser le sénat ouest-berlinois à entamer des négociations avec l'Allemagne de l'Est. Le 21 décembre 1971, un accord est conclu pour supprimer 6 enclaves par échange de territoires : l'Allemagne de l'Est reçoit 15,6 ha de Berlin-Ouest, laquelle reçoit en échange 17,1 ha (et doit également verser 4 millions de marks à l'Allemagne de l'Est). La question de Steinstücken est réglée en rattachant le village à Berlin-Ouest par une bande de terre. Deux autres conventions d'échanges sont menées par la suite pour régler d'autres problèmes territoriaux.
Le 31 mars 1988, un dernier échange est effectué afin — entre autres — de supprimer les cinq dernières enclaves restantes. L'Allemagne de l'Est reçoit 87,3 ha (et 76 millions de marks), Berlin-Ouest 96,7 ha. Après la chute du régime soviétique et la réunification allemande, les limites entre Berlin et le Brandebourg sont confirmées en 1991.

## Liste

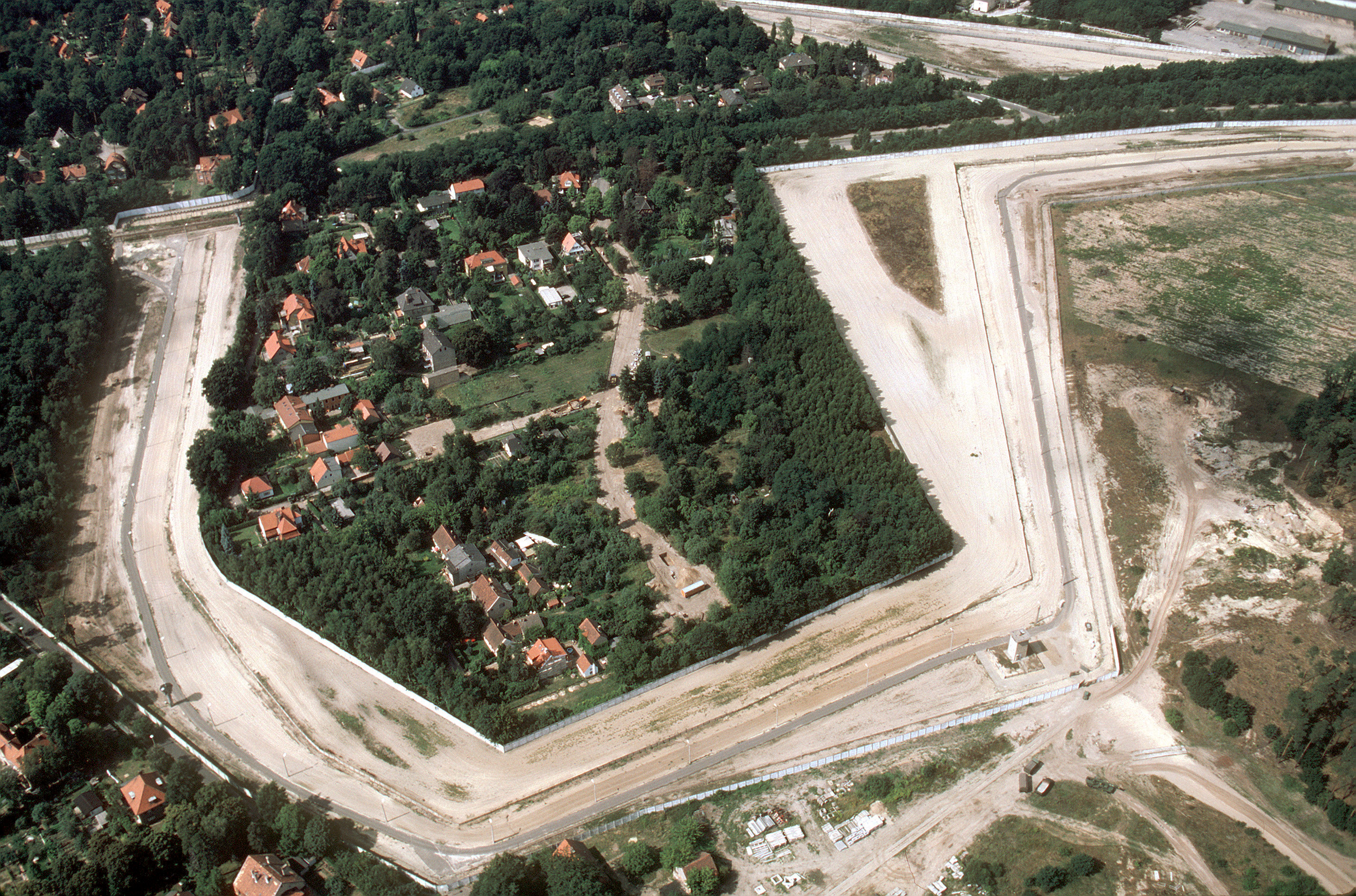
Vue aérienne de l'ancienne enclave habitée de Steinstücken en 1989, avant la chute du mur de Berlin.

Les douze exclaves ouest-berlinoises étaient les suivantes, :
- Böttcherberg (de) (0,30 ha ; 52° 24′ 49″ N, 13° 05′ 59″ E, 52° 24′ 42″ N, 13° 05′ 53″ E et 52° 24′ 40″ N, 13° 05′ 59″ E) : trois bandes de terrains distinctes et inhabitées, de 20 à 100 m de long et quelques mètres de large, disposées à proximité immédiate de la frontière au sud-ouest de Berlin près de la Königstraße (de)[3]. Cédées à l'Allemagne de l'Est en 1971 et depuis partie de Potsdam.
- Erlengrund (de) (0,51 ha ; 52° 35′ 12″ N, 13° 12′ 49″ E) et Fichtenwiesen (3,51 ha ; 52° 35′ 16″ N, 13° 12′ 36″ E) : deux parcelles proches de Berlin, juste au nord de la Spandauer Forst (de) et près de la Havel. Ces deux parcelles sont entretenues par des associations de jardinage de Berlin-Ouest : pour y accéder, leurs membres doivent traverser une porte dans le mur de Berlin, continuer sur un chemin accompagnés de gardes-frontières est-allemands et finalement passer un poste de contrôle[4]. L'accès n'est possible qu'à certaines heures et réservé aux membres des associations. Le chemin en territoire est-allemand est grillagé des deux côtés pour interdire l'accès depuis l'Allemagne de l'Est. Les deux enclaves sont supprimées en 1988 lorsque l'Allemagne de l'Est cède à Berlin-Ouest le terrain qui les entoure.
- Falkenhagener Wiese (45,44 ha ; 52° 36′ 10″ N, 13° 03′ 12″ E) : la plus grande et la plus lointaine des enclaves, distante de 5 km des limites de Berlin-Ouest. Une prairie abandonnée, elle est cédée à l'Allemagne de l'Est en 1988 et fait depuis partie de Falkensee.
- Finkenkrug (3,45 ha ; 52° 34′ 15″ N, 13° 02′ 41″ E) : terrain abandonné à 5 km à l'ouest de Berlin. Cédé à l'Allemagne de l'Est en 1971 et depuis partie de Falkensee.
- Große Kuhlake (8,03 ha ; 52° 34′ 20″ N, 13° 08′ 41″ E) : terrain abandonné près de la frontière berlinoise. Cédé à l'Allemagne de l'Est en 1971 et depuis partie de Falkensee.
- Laszinswiesen (13,49 ha ; 52° 35′ 57″ N, 13° 09′ 40″ E) : terrain abandonné immédiatement au nord de la frontière berlinoise[5]. Cédé à l'Allemagne de l'Est en 1988 et depuis partie de Schönwalde.
- Nuthewiesen (de) (3,64 ha ; 52° 22′ N, 13° 07′ E) : zone marécageuse inhabitée. Cédée à l'Allemagne de l'Est en 1971 et depuis partie de Potsdam.
- Steinstücken (12,67 ha ; 52° 23′ 21″ N, 13° 07′ 48″ E) : la seule enclave ouest-allemande habitée. Jusqu'en 1971, ses habitants doivent passer des contrôles frontaliers est-allemands pour rejoindre le reste de Berlin-Ouest. À part les services d'urgence et de réparation, aucune autre personne n'est autorisée à accéder à l'enclave. La route reliant Steinstücken à Berlin est murée des deux côtés pour empêcher les Allemands de l'Est d'y pénétrer. En 1961, un poste militaire américain permanent est érigé à Steinstücken, le personnel militaire étant acheminé par hélicoptère. En 1971, Steinstücken est reliée à Berlin-Ouest par un terrain d'1 km de long et 20 m de large, mettant fin à son statut d'enclave. Une route pavée, la Bernhard-Beyer-Straße y est construite par l'Allemagne de l'Est avant l'échange de territoire, bordée des deux côtés par le mur de Berlin. Le bus 18 (désormais 118) est étendu à Steinstücken en 1972.
- Wüste Mark (de) (21,83 ha ; 52° 22′ 58″ N, 13° 09′ 41″ E) : malgré son nom (« marche désertique » en français), une zone régulièrement labourée, au sud-ouest de Berlin. Cédée à l'Allemagne de l'Est en 1988 et depuis partie de Stahnsdorf. Avant 1988, le fermier ouest-allemand qui laboure le champ doit remplir une demande formelle afin de pénétrer sur le territoire est-allemand avec son tracteur.